# Nachtjagdgeschwader 5
Das Nachtjagdgeschwader 5 war ein Geschwader der Luftwaffe im Zweiten Weltkrieg, das 1942 primär für die Nachtjagd aufgestellt und eingesetzt wurde. Zunächst im ostdeutschen Luftraum eingesetzt, flog das Geschwader 1944 Einsätze an der Invasionsfront und anschließend bei der Ardennenoffensive. Danach erfolgte der Einsatz wieder an der Ostfront, wo das Geschwader bei der Schlacht um Berlin eingesetzt wurde. Ende April 1945 wurde das Geschwader in Schleswig-Holstein aufgelöst.

## Geschwadergeschichte

### Aufstellung
Ende September 1942 wurde der Geschwaderstab des künftigen NJG 5 in Döberitz aufgestellt. Ebenfalls im September 1942 wurde die I. Gruppe in Stendal aufgestellt, deren Personalstamm aus der II. Gruppe des Zerstörergeschwaders 2 entstammte. Die II. Gruppe wurde im Dezember 1942 in Parchim aufgestellt. Eine gleichfalls im Dezember 1942 in Lechfeld und Leipheim aufgestellte IV. Gruppe des NJG 5 wurde alsbald in die I. Gruppe des Nachtjagdgeschwaders 100 umbenannt. Im April 1943 wurde die III. Gruppe in Neuruppin aufgestellt. Im August 1943 erfolgte die Neuaufstellung einer IV. Gruppe in Brandis und Erfurt. Ebenfalls im Sommer 1943 erfolgte die Etablierung einer V. Gruppe, die in Insterburg und Powunden bei Königsberg stationiert wurde. Im Herbst 1943 stieß die Luftbeobachterstaffel 1 aus Neuruppin ebenfalls zum Geschwader. Einsatzmäßig wurde das Geschwader der 4. Jagddivision, später der 3. Jagddivision unterstellt. Die Geschwaderkennung war C9.

### Einsätze

#### Frühjahr 1944
Die einzelnen Gruppen flogen nach ihrer Aufstellung in den ihnen zugewiesenen Raum ihrer Fliegerhorste in der Reichsluftverteidigung. Im Januar 1944 verfügte die Luftwaffenführung, dass alle Gruppen des NJG 5 nur noch aus zwei Staffeln zu bestehen hätten, insgesamt somit acht Staffeln verteilt auf vier Gruppen. Im Frühjahr 1944 wurde der Geschwaderstab nach Deelen verlegt. Die I. Gruppe kam nach Gütersloh, wurde aber schon im Mai nach St. Dizier verlegt. Die II. Gruppe verlegte nach Hagenau sowie anschließend nach Parndorf. Allerdings schied die II. Gruppe schon bald aus dem Geschwader aus und wurde zur neuen III. Gruppe des Nachtjagdgeschwaders 6. Die III. Gruppe des Geschwaders kam nach Mainz und lag im Mai des gleichen Jahres in Laon-Athies. Die V. Gruppe des Geschwaders verlegte man ebenfalls nach Mainz, allerdings waren Kontingente dieser Gruppe von Stubendorf aus auch zur Bandenbekämpfung eingesetzt. Die V. Gruppe lag im Mai 1944 in Parchim, wo sie bald in die neue II. Gruppe des NJG 5 umbenannt wurde, nachdem die alte zum NJG 6 übergegangen war. Die neue II. Gruppe flog sodann Einsätze im Raum Gütersloh-Twente-Châteaudun-Hagenau.
Nach der Alliierten Landung in der Normandie flog das Geschwader Einsätze an der dortigen Invasionsfront. Nach dem Zusammenbruch der dortigen deutschen Fronten, wurde das Geschwader aus diesen Einsätzen herausgelöst und geschlossen in den ostdeutschen Raum verlegt.

#### August 1944
Im August 1944 lag der Geschwaderstab wieder in Parchim, die I. und III. Gruppe in Wormditt, die II. Gruppe in Tailfingen, später Stendal und ebenfalls Parchim. Die IV. Gruppe war in Powunden stationiert. Alle Gruppen waren erneut in der Reichsverteidigung eingesetzt.

#### Dezember 1944 bis Kriegsende
Im Dezember nahm das Geschwader an der Ardennenoffensive teil sowie im Januar 1945 an Tagschlachteinsätzen in Polen, Schlesien und Ostpreußen. Die I. Gruppe lag dabei in Parchim und die II. Gruppe in Ohlau und Sagan. Im Februar 1945 lagen die I. und II. Gruppe geschlossen in Altenburg. Die III. und IV. Gruppe zeichneten für die Verteidigung Mitteldeutschlands verantwortlich. Sie unterstanden dort dem Jagdfliegerführer Mitteldeutschland. Ihre Fliegerhorste lagen dabei in Langensalza, Erfurt, Kölleda sowie in Dresden auf dem dortigen Flugplatz in Klotzsche. Ende Februar 1945 wurden die I. und II. Gruppe nach Altenburg verlegt.
Am 6. März 1945 wurde die Nachtjagdgruppe 10 in das NJG 5 eingegliedert. Die Nachtjagdgruppe 10, die am 1. Januar 1944 in Werneuchen aufgestellt worden war, flog zunächst mit Bf 109 und Fw 190 Wilde-Sau-Einsätze mit Stammpersonal aus dem Jagdgeschwader 300. Später erfolgte ihre Umrüstung auf Nachtjagd mit Bf 110 und Ju 88. Die 1. Staffel bildete dabei das Nachtjagdeinsatzkommando Bonn. Mit dem nahenden Kriegsende wurden die Geschwadergruppen in Richtung Norddeutschland abgedrängt. Im April 1945 lagen die I. Gruppe in Redlin und die übrigen in Lübeck-Blankensee. Ihre letzten großen Einsätze fanden im Rahmen der Schlacht um Berlin statt, an der Teile des Geschwaders in Nachtschlachteinsätzen beteiligt waren. Das Geschwader wurde Ende April im Raum Schleswig-Holstein aufgelöst.

### Letzte Gliederung
Die letzte Gliederung des NJG 5 datiert von Anfang Mai 1945. Allerdings gibt die Publikation von Girbig nur die Familiennamen der Gruppenkommandeure an. Demnach ergibt sich folgende Struktur:
| Gruppe      | Dienstgrad | Name     |
| ----------- | ---------- | -------- |
| I. Gruppe   | Hauptmann  | Lang     |
| II. Gruppe  | Hauptmann  | Tham     |
| III. Gruppe | Hauptmann  | Pink     |
| IV. Gruppe  | Hauptmann  | Bussmann |

## Geschwaderkommodore
Zwischen 1942 und 1945 wurde das Geschwader von fünf Kommodores geführt:
| Dienstgrad     | Name                        | Datum                                  |
| -------------- | --------------------------- | -------------------------------------- |
| Major          | Fritz Schaffer              | 30. September 1942 bis. 1. August 1943 |
| Oberst         | Günther Radusch             | 2. August 1943 bis 3. Februar 1944     |
| Major          | Egmont zur Lippe-Weißenfeld | 20. Februar 1944 bis 12. März 1944     |
| Oberstleutnant | Walter Borchers             | 15. März 1944 bis 5. März 1945         |
| Major          | Rudolf Schönert             | 6. März 1945 bis Auflösung             |

## Bekannte Geschwaderangehörige
- Hans Guido Mutke (1921–2004), war ein Verkehrspilot, Arzt in der Luftfahrtmedizin sowie Gynäkologe